# Sógun
A sógun (征夷大将軍, szeii taisógun, jelentése „a barbárokat legyőző nagy vezér”) eredetileg a japán császár által kinevezett, a barbár törzsek meghódoltatásával megbízott középkori japán hadvezér (8. század). 1867-ig a sógun gyakorolta a tényleges politikai hatalmat, a császár hivatala csupán tiszteletbeli volt.
A leghíresebb 8. századi sógunok Ótomo no Otomaro (794) és Szakanoue no Tamuramaro (797).

## A sógunátus kora (1185–1867)
A címet a Minamotók elevenítették fel (Minamoto no Josinaka, 1184). Minamoto no Joritomo 1185-ben megalapította a Minamoto-sógunátust (Kamakura-bakufu, 1192–1333). 1192-ben a császártól hivatalosan is elnyerte a sóguni címet, amely ekkor Japán katonai diktátorát, a sógunátus vezetőjét, a szamurájok (busik) vezérét jelölte. A Kamakura-kor nagy részében a három Minamoto sógun után a Hódzsó régensek által választott bábok voltak a sógunok (6 fő). 
A Muromacsi-korban (1333–1568) az Asikaga, az Edo-korban (1600–1867) a Tokugava család adta a sógunokat. 
1867-ben a politikai hatalom ismét a császár kezébe került (Meidzsi-restauráció), ezzel a sógunátus megszűnt.